# Антарктична Франція

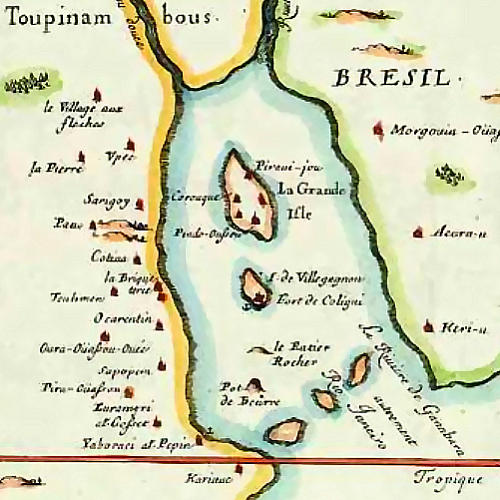
Французька карта «Антарктики» (XVI століття)

22°54′50″ пд. ш. 43°09′35″ зх. д. / 22.913888888889° пд. ш. 43.159722222222° зх. д.
Антарктична Франція (фр. France Antarctique) — перша французька колонія в Південній Америці, що існувала в період 1555-1567 роках. Розташовувалася на південь від екватора, на території сучасної Бразилії, по берегах затоки Ріо-де-Жанейро, до Кабо-Фріо, де оселилися тікаючі від переслідувань на батьківщині гугеноти. Була ліквідована португальськими силами.
Колонія з'явилася 1 листопада 1555 року. Її командиром був Ніколя Дюран де Віллеганьйон, який симпатизував гугенотам, які шукали притулок від засилля католицького духовенства у Франції. Але португальська влада не мала наміру терпіти присутність іноземців на території, яку вони вважали своєю. В 1567 колонія була зруйнована.
У 1612 році французи знову зробили безуспішну спробу колонізації Бразилії.